# إد راتليف
إد راتليف (بالإنجليزية: Ed Ratleff)‏ مواليد 29 مارس 1950 في بيل فونتين، هو لاعب كرة سلة أمريكي سابق بدأ مسيرته الاحترافية في سنة 1973 وحمل الرقم 42. يبلغ طوله 6 قدم 6 بوصة (2.0 م). مثّل منتخب بلاده. شارك في مسابقة كرة السلة في الألعاب الأولمبية الصيفية. اعتزل اللعب في 1978.

## فرق لعب لها
- هيوستن روكتس

## الميداليات
| الميدالية | المسابقة                       |
| --------- | ------------------------------ |
| فضية      | الألعاب الأولمبية الصيفية 1972 |

## روابط خارجية
- إد راتليف على موقع الاتحاد الدولي لكرة السلة (الإنجليزية)
- إد راتليف على موقع إن بي أي (الإنجليزية)
- إد راتليف على موقع سبورتس رفرنس (الإنجليزية)
- إد راتليف على موقع كلية كرة السلة في سبورتس رفرنس.كوم (الإنجليزية)
- إد راتليف على موقع ريلجم (الإنجليزية)
- إد راتليف على موقع بروبوليرز (الإنجليزية)
- إد راتليف على موقع قاعة المشاهير الجامعة الوطنية لكرة السلة (الإنجليزية)
- إد راتليف على موقع سبورتس رفرنس (الإنجليزية)
- إد راتليف على موقع أوليمبيديا (الإنجليزية)